# Eclipta atripes
Eclipta atripes là một loài bọ cánh cứng thuộc họ Xén tóc. Loài này được Fisher mô tả năm 1952.